# Marijampolė
Marijampolė ( escoltar (?·pàg.); també coneguda a diversos altres noms) és una ciutat industrial del municipi de Marijampolė, i capital del comtat homònim (Lituània), situada a la frontera amb Polònia i l'oblast de Kaliningrad (Rússia), així com prop del llac Vištytis. La població de Marijampolė era de 47.244 habitants segons el cens de 2007. És el centre lituà de la regió de Suvalkija.

## Noms
A la ciutat també se la coneix com a Marijampolis, Mariampole, Starapolė, Pašešupiai, Marjampol, Mariyampole, i Kapsukas.

## Persones notables
- Moshe Rosenthalis (1922-2008), pintor.
- Isakas Vistaneckis (1910-2000), mestre d'escacs.
- Witold Teofil Staniszkis, polític polonès.
- Violeta Urmana, diva lituana, i ciutadana honorífica de la ciutat.
- Darius Songaila, jugador de bàsquet.